# 백미

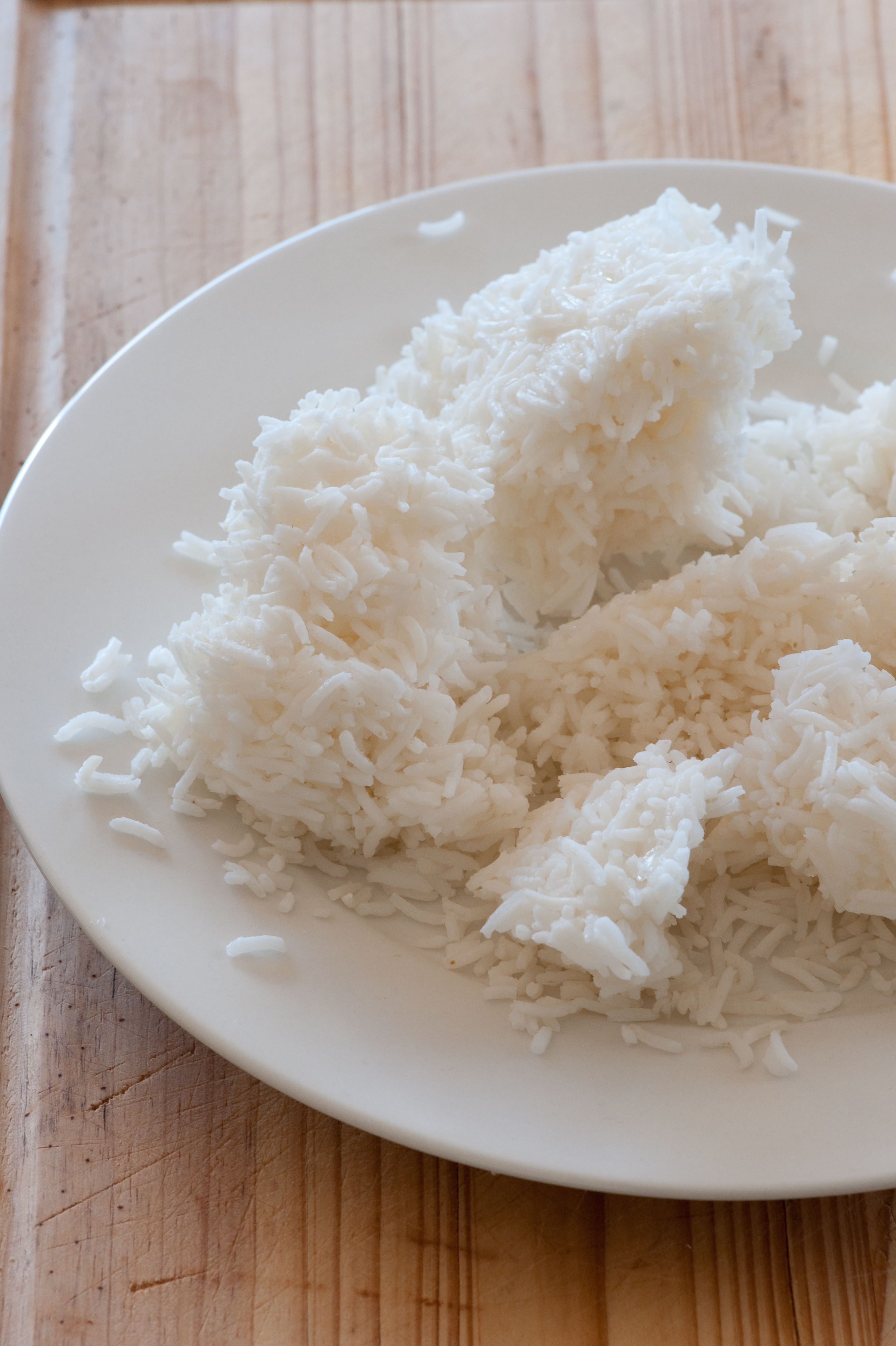
백미

백미(白米)는 희게 도정한 멥쌀을 말한다. 현미에서 겨층을 제거한 쌀이다.
쌀의 맛, 질감, 모양을 변화시키고 보관 기간을 늘리며 소화하기 더 쉽게 만들어준다.
보통 100그램의 쌀은 240~260그램의 쌀밥을 만들며 이 차이는 쌀에 흡수된 물에 기인한다.
백미 공정 시 영양분이 제거된다. 백미의 불균형적인 식단은 티아민(비타민 B1) 결핍으로 인한 각기병에 취약해지도록 만든다.

## 같이 보기
- 찐쌀
- 정미소
- 통곡물
- 홍미